# Bezemdophei
De bezemdophei (Erica scoparia) is een metershoge struik uit de heidefamilie (Ericaceae) die vooral in Zuid-Europa voorkomt. In Nederland is de bezemdophei bekend van het waddeneiland Terschelling. De soort is hier in de Tweede Wereldoorlog terechtgekomen met het transport van landmijnen uit Zuid-Europa. In 1996 waren nog zeven struiken aanwezig in de duinen nabij Oosterend (Terschelling), in 2005 waren het er nog vijf.
De naam duidt op het feit dat de soort in vroeger tijd gebruikt werd om bezems van te maken.